# Hrabstwo Vaduz

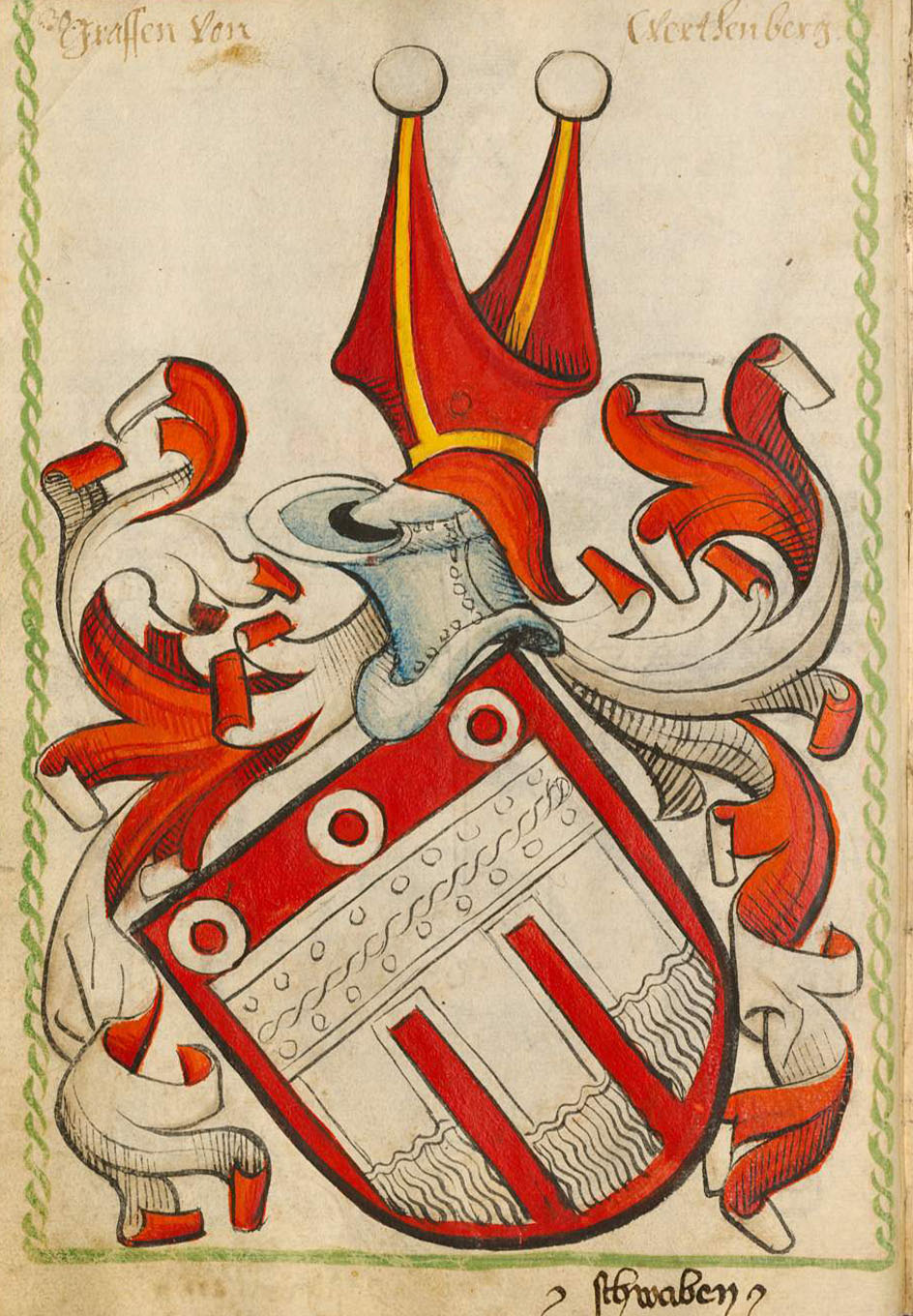
Herb Hrabstwa

Hrabstwo Vaduz (niem. Grafschaft Vaduz) – historyczne terytorium leżące w granicach Świętego Cesarstwa Rzymskiego. W miejscu tego dawnego hrabstwa znajduje się współcześnie sześć gmin okręgu wyborczego Oberland księstwa Liechtenstein.
Od X wieku tereny późniejszego hrabstwa Vaduz należały do grafów von Bregenz. Po różnych podziałach feudalnych znalazły się w granicach hrabstwa Werdenberg. Hrabstwo Vaduz zostało wyodrębnione w 1342 roku w wyniku podziału spadkowego hrabstwa Werdenberg (obejmującego m.in. dzisiejszy kanton St. Gallen), włączono do niego także władztwo Schellenberg ze stolicą w Schellenberg. W 1396 roku potwierdzono niezależność feudalną hrabstwa Vaduz. W 1402 rządy nad hrabstwem Werdenberg i Vaduz przeszły w ręce grafów Montofort, których jedna linia zmarła w 1416. Wówczas hrabstwo Vaduz przejął ród wolnych rycerzy von Brandis. W 1507 oba terytoria: Vaduz i Schellenberg opanowali grafowie von Sulz. Sprzedali je w 1613 roku panom z Ems (von Hohenems). Ostatecznie nabył je książę Jan Adam I Liechtenstein. Schellenberg (Herrschaft Schellenberg) został nabyty przez rodzinę Liechtensteinów w 1699, a Vaduz w 1712.
Na mocy aktu cesarza Karola VI połączył je we władztwo Liechtenstein, które cesarz podniósł w 1719 roku do rangi księstwa. Tym sposobem powstało księstwo Liechtenstein.